# Tegernsee
Tegernsee là một thị trấn thuộc Miesbach (huyện), bang Bayern, Đức. Nó nằm bên hồ Tegernsee, độ cao là 747 m (2,451 ft.) trên mặt biển.
Thị trấn này khởi đầu từ tu viện Tegernsee được xây vào năm 746. Ngày nay, nó là một nơi nghỉ mát, được bao quanh bởi đồi núi. Về kinh tế Tegernsee phần lớn sống nhờ du lịch.

Tegernsee nằm trên quốc lộ B307, chạy từ Gmund am Tegernsee tới đập Sylvenstein. Nó cũng là trạm cuối của tuyến đường xe lửa Tegernsee-Bahn.

## Địa lý

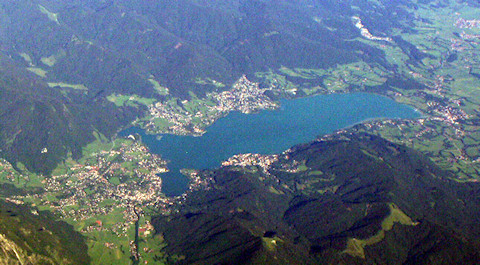
Tegernsee nhìn từ trên không

Tegernsee nằm ở phía Đông hồ Tegernsee, cạnh xã Gmund am Tegernsee và Hausham về phía Bắc, Schliersee về phía Đông và Rottach-Egern về phía Nam. Nó cách thủ đô bang Bayern Munich khoảng 50 km (31 mi) về phía Bắc, và bang Tyrol khoảng 20 km (12 mi) về phía Nam.
Suối Alpbach (Tegernsee), chạy ngang trung tâm của Tegernsee. Sông Rottach (Tegernsee) chảy một phần dọc theo ranh giới giữa 2 xã Tegernsee và Rottach-Egern. Ngọn núi Baumgartenschneid, cao 1448m, nằm gần thị trấn.
Theo cuộc điều tra dân số vào năm 2010, Tegernsee có 3.889 dân cư, trong đó 1.672 là nam and 2.217 nữ.

### Thị trấn thân hữu
Thị xã Tegernsee 2006 kết bạn với thị trấn Dürnstein ở bang Niederösterreich, Áo.

## Lịch sử
Vào giữa thế kỷ thứ 8 – theo truyền thuyết vào năm 746 – anh em Adalbert và Ottokar lập nên tu viện Kloster Tegernsee, cho tới khi bị quốc hữu hóa vào năm 1803 được nhà dòng Benediktiner cai quản. Địa điểm này phát triển thành nơi cư trú của những người đi tu và nơi trồng trọt của tu viện. Khi tu viện được vua Bayern Maximilian I của Bayern lấy và trở thành một lâu đài, làng này trở thành nơi nghỉ mát. Vào cuối thế kỷ 19, đầu thế kỷ 20 Tegernsee cũng như cả vùng chung quanh lôi cuốn các nghệ sĩ tới ở. Dưới thời Hitler thung lũng Tegernseer Tal được cán cán bộ cao cấp ưa chuộng, vì thế còn được gọi là Lago di Bonzo (từ chữ Bonze).

Vào cuối Thế chiến thứ hai các khách sạn của thị trấn được dùng làm nhà thương. Khoảng 12 ngàn người bị thương và các người di tản dân sự được đưa tới đây cư trú.